# Schüsse in New Mexico
Schüsse in New Mexico (Originaltitel: The Duel at Silver Creek) ist ein US-amerikanischer Western aus dem Jahr 1952 von Don Siegel mit Audie Murphy und Faith Domergue in den Hauptrollen. Der Film wurde von Universal-International Pictures produziert.

## Handlung
Eine Verbrecherbande begeht Morde an Goldschürfern, um deren Claims dann zu verkaufen. Eines der Mordopfer ist der Vater von Luke Cromwell, der einen der Bandenmitglieder bei deren Flucht erschießt. Als er die Leiche durchsucht, findet Luke ein Medaillon mit einem Adler. Wochen später verübt die Bande Morde rund um die Minenstadt Silver Creek. Marshal Tyrone hat eine Gruppe Männer um sich geschart, um die Mörder zu verfolgen. Die junge Jane Fargo ist in den Marshal verliebt, während der Raufbold Johnny Sombrero froh ist, dass Tyrone eine Weile weg ist.
Die Verfolger holen die Bande ein, die sich nach einer Schießerei, bei der Tyrone verletzt wird, wieder absetzen kann. Bei seiner Versorgung in einem Armeelazarett erkennt der Marshal, dass er zwar ziehen, seinen Zeigefinger jedoch nicht krümmen und damit abdrücken kann. Als ein Überlebender eines Mordanschlags der Bande schwer verletzt in das Lazarett eingeliefert wird, verkleidet sich das weibliche Bandenmitglied Opal Lacey als Krankenschwester und erwürgt ihn. Tyrone, der vom Mord nichts ahnt, ist von Opals Schönheit beeindruckt und ist nach seiner Entlassung begeistert, als er erfährt, dass Opal nach Silver Creek gezogen ist.
Tyrones Freund Dan Musick ist in den Rücken geschossen worden. Sofort verdächtigt der Marshal Johnny und dessen Kumpanen Rat Face Blake. Johnny gibt an, zum Tatzeitpunkt für Opals Bruder Rod Lacey gearbeitet zu haben, der der geheimnisvolle Anführer der Bande ist. Lacey sagt zu Gunsten Johnnys aus, während Opal den Verdacht auf Luke lenkt, der sich mittlerweile als Revolvermann mit dem Spitznamen The Silver Kid einen Namen gemacht hat. Tyrone verhört Luke, der ihn derart beeindruckt, dass er ihn zum Deputy macht.
Jane ist betrübt, als sie erfährt, dass sich Tyrone mit Opal trifft. Luke rettet Tyrone vor einem Mordanschlag, als dieser Opal verlässt. Er kann den Attentäter, Rat Face, niederschießen und findet ein weiteres Adler-Medaillon. Um zu verhindern, dass Rat Face von der Bande durch Mord zum Schweigen gebracht wird, bringen Luke und Tyrone den Verletzten in eine geheime Höhle. Am nächsten Abend stachelt Johnny einige Männer zu einem Lynchmob auf, die das Gefängnis angreifen und Rat Face befreien sollen. Lacey gibt vor, auf der Seite des Marshals zu stehen, erfährt aber, dass Rat Face nicht in der Zelle sitzt.
Opal will Tyrone dazu bringen, ihr Rat Faces Versteck zu verraten. Sie erklärt, dass die Bande in ihr Haus eingebrochen sei und ihren Bruder entführt habe, der mit Rat Face ausgetauscht werden solle. Luke misstraut Opal und folgt Tyrone zu ihrem Haus. Der verärgerte Tyrone feuert ihn daraufhin und ignoriert seine Erwiderung, dass er nicht mehr schießen könne. Opal will diese Information ausnutzen. Am nächsten Tag hat Jane Luke zum Bleiben überredet. Als Johnny Tyrone zum Duell fordert, glaubt Tyrone, Luke habe seine Verletzung verraten und schlägt ihn nieder. Dennoch verhindert Luke Tyrones Tod, indem er Johnny niederschießt. Kurz bevor er stirbt, gesteht Johnny, dass Opal auf Dan geschossen und ihm von Tyrones Hand erzählt habe. Tyrone eilt zu Opals Haus, erfährt jedoch von Luke, dass Jane Rat Face zur Bande bringt, um Lacey auszutauschen. Opal schlägt vor, Luke und Tyrone zum Versteck der Bande zu bringen, wenn sie freigelassen wird.
Im Versteck wird Jane gefangen genommen. Lacey sieht die Verfolger, angeführt von Opal, ankommen. Er erschießt Opal und versucht zu flüchten. Luke rettet Jane, Tyrone kann Lacey ins Freie locken und mit seiner linken Hand erschießen. Die Bande wird festgenommen, während sich Luke und Jane näherkommen.

## Produktion

### Hintergrund
Gedreht wurde der Film vom 26. November bis zum 31. Dezember 1951 auf der Iverson Movie Ranch in Chatsworth, auf der Movie Ranch von Ray Corrigan im Simi Valley, auf der Janss-Conejo-Ranch in Thousand Oaks, in den Vasquez Rocks und den Santa Susana Mountains sowie in den Universal-Studios in Universal City.
Für den Film wurde Faith Domergue von RKO Pictures unter Howard Hughes ausgeliehen.

### Stab
Bernard Herzbrun und Alexander Golitzen oblag die künstlerische Leitung. Russell A. Gausman und Joseph Kish waren für das Szenenbild zuständig, Bill Thomas für die Kostüme, Bud Westmore, Monty Westmore und Nick Marcellino für das Maskenbild. Verantwortliche Toningenieure waren Leslie I. Carey, Corson Jowett, Frank Gorback und John Kemp. Musikalischer Direktor war Joseph Gershenson.

### Besetzung
In kleinen nicht im Abspann erwähnten Nebenrollen traten Griff Barnett als Dan Musick, Rudy Bowman, Steve Darrell, Frank Wilcox und Jeff York auf. Ebenfalls unerwähnt blieb Harry Harvey Sr. als Lukes Vater.

## Synchronisation
Die deutsche Synchronfassung entstand im Auftrag der Berliner Synchron GmbH Wenzel Lüdecke.
| Rolle           | Schauspieler    | Deutscher Synchronsprecher |
| --------------- | --------------- | -------------------------- |
| Luke Cromwell   | Audie Murphy    | Gerd Vespermann            |
| Opal Lacy       | Faith Domergue  | Edith Schneider            |
| Marshal Tyrone  | Stephen McNally | Wolfgang Lukschy           |
| Jane Fargo      | Susan Cabot     | Bettina Schön              |
| Rod Lacy        | Gerald Mohr     | Fritz Tillmann             |
| Johnny Sombrero | Eugene Iglesias | Klaus Miedel               |
| Rat Face Blake  | James Anderson  | Gert Günther Hoffmann      |
| Pete Fargo      | Walter Sande    | Robert Klupp               |
| Tinhorn Burgess | Lee Marvin      | Manfred Meurer             |
| Dan Musick      | Griff Barnett   | Walter Altenkirch          |
| Sheriff Barton  | Steve Darrell   | Martin Held                |
| Mr. Cromwell    | Harry Harvey    | Paul Wagner                |

Anmerkung: Die kursiv geschriebenen Namen sind Rollen und Darsteller, die nicht im Abspann erwähnt wurden.

## Veröffentlichung
Die Premiere des Films fand am 1. August 1952 in New York statt. In der Bundesrepublik Deutschland kam er am 21. Mai 1953 in die Kinos.

## Kritiken
Der Filmkritiken-Aggregator Rotten Tomatoes hat in einer Auswertung von über 500 User-Kritiken ein Publikumsergebnis von 44 Prozent positiver Bewertungen ermittelt.
Das Lexikon des internationalen Films schrieb: „Ein spannend inszeniertes Wildwest-Spektakel mit Schwung und Tempo.“
Die Filmzeitschrift Cinema befand: „Flott, aber hanebüchen.“
Tzveta Bozadjieva schrieb im Portal Filmreporter, Don Siegel schuf mit seinem ersten Western einen ungewöhnlichen Genrefilm, der mit Spannung aufwarte.
Howard Thompson von der The New York Times befand, der Film sei ein halbherziger Versuch einen kleinen Western abseits der ausgetretenen Pfade laufen zu lassen. Der Produzent habe die Routine-Angelegenheit mit Farbe aufgepeppt, doch die ganze Aufregung bleibe genauso abgedroschen und wenig überraschend wie der aufgewirbelte Staub.